# Omar Daf
Omar Daf (* 12. Februar 1977 in Dakar) ist ein ehemaliger senegalesischer Fußballspieler und heutiger Trainer.

## Als Spieler

### Verein
Der Abwehrspieler begann seine Karriere bei US Gorée, einem Verein aus einem Stadtbezirk seiner Heimatstadt Dakar. Mit 17 Jahren wurde er von dem belgischen Fußball-Scout Karel Brokken entdeckt und zum damaligen Zweitligisten KVC Westerlo vermittelt. Ein Jahr später wechselte er nach Frankreich zu Olympique Thonon Chablais in die vierte Liga, bis er nach nur einer Saison zum FC Sochaux transferiert wurde. Bei diesem Club spielte er zwölf Jahre, gewann 2004 den Ligapokal, bis er sich dann 2009 Stade Brest anschloss. Drei Jahre später kehrte er im Sommer 2012 zum FC Sochaux zurück und beendete dort nach einem Jahr seine Spielerkarriere.

### Nationalmannschaft
Daf bestritt 1999 sein erstes Länderspiel für die Senegalesische Fußballnationalmannschaft. Er gehörte dem Mannschaftskader für die FIFA Fußball-Weltmeisterschaft 2002 in Japan und Südkorea an und stand 2000, 2002, 2004, 2006 und 2012 im Aufgebot beim Afrika-Cup. Bis 2012 absolvierte er 57 Länderspiele, ein Treffer gelang ihm dabei nicht.

## Als Trainer
Nach seinem Karriereende als Spieler war er von 2013 bis 2018 Co-Trainer des FC Sochaux. Während dieser Zeit wurde er zwei Mal für eine kurze Zeit als Interimstrainer eingesetzt. In den Jahren 2016 und 2017 arbeitete er auch als Assistenztrainer parallel für die Senegalesische A-Nationalmannschaft. Vom 25. November 2018 bis 2022 war Daf Cheftrainer des FC Sochaux. Ab 2022 trainierte er den FCO Dijon. Dort war er bis April 2023 tätig, ehe er ein Jobangebot von SC Amiens annahm.

## Erfolge
- Französischer Ligapokalsieger: 2004